# Бізнес-симуляція
Бі́знес-симуля́ція — інтерактивна модель економічної системи, яка за своїми внутрішніми умовами максимально наближена до відповідної реальної економічної одиниці: підрозділу чи усього підприємства, галузі, держави.
Бізнес-симуляція має чітко сформовану освітню мету — вироблення учасниками практичних навичок та компетенцій. Це якісно відрізняє її від інших програмних продуктів, зокрема економічних ігор, які в більшості відносяться до сфери розваг.
Слід відмітити, що комплексність підходів, які поєднанні в концепції бізнес-симуляції, також дозволяють застосовувати в навчальному процесі елементи ігрового процесу, що при правильному балансі з навчальними задачами підвищують ефективність освітніх результатів. Саме це дозволяє виділити бізнес-симуляцію в окрему категорію.
Інтерактивний характер бізнес-симуляцій надає широкі можливості учасникам отримувати та розвивати свої первинні навички і компетенції з управління компанією: побудови стратегії, вирішення тактичних та операційних завдань — тобто навчитися робити все те, що можна засвоїти лише в практичній діяльності. Інтерактивний характер бізнес-симуляції носить ознаки гри .
Бізнес-симуляції широко використовуються як метод навчання у системі освіти західного зразку, зокрема в університетах і в бізнес-школах не лише для навчання студентів, а й для навчання керівників.

## Історія
Першою формою застосування будь-яких симуляцій в навчальних цілях був ігровий процес. З історії відомо, що в Китаї близько 3000 р. до н. е. для військових тренувань застосовувалася спеціальна гра-симулятор. Цей симулятор був подібним до шахів.
У західному світі, військові ігри беруть початок від німецьких військово-тактичних навчань на карті в середині дев'ятнадцятого століття (Фаріа і Дікінсон) [2]. Фаріа і Дікінсон зазначають, що різні військові ігри застосовувалися в Японії ще до Другої світової війни, а англійці та американці використовували їх для перевірки бойової стратегії.
В 1930-х і 1940-х років почали використовувати військовий досвід моделювання для управління цивільними підприємствами. Деякі аспекти з еволюції бізнес-симуляцій (ділових ігор) можна віднести до 1955 року, коли з'явилась ділова гра відомої корпорації Rand Corporation, яка моделювала управління запасами Військово-повітряних сил США в рамках існуючої системи харчування [3]. Грінлоу [4] стверджує, що бізнес-симуляції можна вважати наслідком ранніх розробок в трьох областях: військових ігор, дослідження операцій та освітньої рольової гри.
За Нейлор [5], використання ігор в бізнесі та економіці починається у 1956 році, коли American Management Association розробила першу, так звану «decision-making» гру, яка була названа Top Management Decision Game. У Фаріа і Дікінсон та у Грінлоу також можна знайти оцінку цього першого, широко відомого бізнес-моделювання, хоча Грінлоу зазначає датою впровадження гри 1957 рік і далі вказує, що це був перший невійськовий аналог конкурентної ділової гри. Грінлоу звернув увагу, що Top Management Decision Game стимулювала розробку і використання десятків інших бізнес-симуляцій.
Підвищення інтересу до бізнес-симуляцій в академічних колах підживлювалося наступними факторами [6]:
- зростання числа студентів;
- збільшення числа нових курсів;
- підвищення популярності різноманітних методів навчання, в тому числі некласичних;
- підвищення доступності технологій.

Ларсен і Ломі описують зрушення, які відбулися у сутності бізнес-симуляцій. Вони заявляють, що до початку 1980-х років моделювання використовувалось для прогнозу поведінки змінних підсистем різного рівня, починаючи від грошових потоків і фінансових показників компанії до інфляції і безробіття в країні. Вони заявляють далі, що протягом наступних 15 років змінилося відношення до моделювання.
Впродовж довгого періоду основним завданням моделювання було прогнозування економічних показників. Але останнім часом моделювання стало інструментом, за допомогою якого з'явилася можливість зрозуміти проблеми і перспективи окремого суб'єкта господарювання чи навіть цілого сектору економіки. Моделювання, як інструмент розуміння, стало широко використовуватися в бізнес-симуляціях. Ларсен і Ломі зазначили, що акцент у комп'ютерних імітаційних моделях змістився: 

1. Від передбачення майбутнього до розуміння того, як кілька сценаріїв розвитку подій у майбутньому можуть бути пов'язані з рішеннями і діями, які повинні бути прийняті сьогодні;
2. Від проектування найкращої стратегії до аналізу того, як стратегія буде розвиватися за умови наявності різноманітних сценаріїв розвитку подій у майбутньому, і/або того, як минулі події впливають на сприйняття сьогодення.

В кінці 1990-х, серед західних компаній набуло поширення проектування та налаштування бізнес-симуляцій для власних потреб задля розширення своїх корпоративних програм розвитку лідерства. Ділові ігри часто націлені на вироблення стратегії і розвиток ділової хватки. Подібні бізнес-симуляції дозволяли учасникам перевіряти свої навички та компетенції у прийнятті рішень, робити помилки, виправляти їх і робити відповідні висновки.
Дікінсон і Фаріа [8] стверджують, що в США в наш час[коли?] використовується понад 250 ділових ігор, у яких задіяно близько 9000 викладачів у більш ніж 1900 коледжів, що пропонують бізнес-програми.

## Типи бізнес-симуляцій
Бізнес-симуляції можуть бути класифіковані за багатьма ознаками. За таксономією Біггса [11] їх можна розділити на наступні: 

| Типи                            | Опис альтернатив |
| Функціональні та цілісні        | Розроблені для зосередження уваги на прийнятті рішення в вузькій функціональній області (наприклад: маркетинг, виробництво, фінанси тощо) чи для імітування діяльності цілого підприємства задля відшліфування навичок вищого рівня управління. |
| Конкурентні або неконкурентні   | Наявність чи відсутність взаємозв’язку між рішеннями одного учасника та результатами інших. |
| Інтерактивні та не інтерактивні | Наявність чи відсутність у симуляції ролі адміністратора. |
| Галузеві та загальні            | Спрямовані на імітацію економічних процесів окремої галузі чи на загальні економічні процеси. |
| Командні та індивідуальні       | |
| Детерміновані та стохастичні    | Прийняття рішення і його результат мають ймовірнісний (стохастичні) або визначений (детерміновані) характер. |
| Ступінь складності              | Два виміри складності: 1) складність економічної моделі; 2) наявність вибору складності у симуляції. |
| Період часу моделювання         | Розмір періоду, який обраний для моделювання. Наприклад: квартал, день, рік тощо. |

## Сценарій симуляції
У бізнес-симуляції сценарій розігрується в штучно створеному середовищі, і учаснику пропонується зробити індивідуальне або командне обґрунтоване рішення про те, як діяти в конкретній ситуації. Найчастіше існує декілька альтернатив, при цьому вибір є складовим елементом так званого «дерева рішень», на основі якого приймаються рішення. Протягом навчального процесу через певні проміжки часу забезпечується зворотний зв'язок.

## Математичне моделювання в бізнес-симуляціях
Бізнес-симуляція з точки зору математики це модель, яка має свої вхідні та вихідні дані. Вхідними даними для математичної моделі симуляцій є рішення учасників, які мають цифрове вираження. А вихідними — результати обробки цих рішень спеціальними алгоритмами, що імітують реальні економічні процеси.
Моделювання економічних процесів у бізнес-симуляціях може охоплювати як глобальний рівень, так і рівень підприємства, або, навіть, його окремі структурні підрозділи.
Для спрощення інтерактивного зв'язку між математичною моделлю та учасником створюється спеціальний графічний інтерфейс, який на інтуїтивному рівні забезпечує розуміння вихідних даних моделі, а також структури логічних процесів.

## Використання бізнес-симуляцій у навчанні
Бізнес-симуляції у наш час широко застосовуються в навчальних цілях. Свідченням цього є включення їх у навчальний процес вищих навчальних закладів. Можливість використання бізнес-симуляцій у навчанні тісно пов'язана з появою у західній педагогіки концепції «learning by doing», що переводиться як навчання дією або навчання практикою.
Бізнес-симуляції є однією з найефективніших освітніх технологій, оскільки дозволяють учасникам отримувати навички, компетенції та практичний досвід в процесі навчання. Саме тому вони широко використовуються в навчальному процесі багатьох університетів та бізнес-шкіл світу.
Імітаційні ігри на базі бізнес-симуляцій мають ряд переваг:
- Безризикова зона — помилки в грі не приведуть до краху бізнесу;
- Зміна масштабу — можливість зайняти різні позиції у ієрархії компанії: від економіста до топ-менеджера;
- Підвищення фінансової грамотності — отримання нових знань в інноваційному форматі;
- Командна робота — покращення навичок комунікації та взаємодії всередині колективу.

Крім того застосування бізнес-симуляцій у навчанні стало об'єктивною необхідністю нашого часу, оскільки, як зазначає Сімкінс, методи навчання, які сильно залежать від формату лекції, не достатньо ефективні для розвитку у студентів когнітивних навчальних навичок та зростання привабливості економіки серед найкращих студентів, щоб мотивувати їх продовжувати курсову роботу в даній дисципліні.

## Бізнес-симуляції в Україні
На початку 90-х років у країнах колишнього Радянського Союзу почали вивчатися та застосовуватися моделі суспільного життя західного типу, в тому числі й моделі освіти. Вперше використання бізнес-симуляції, як методу навчання, на території України було зафіксовано у 1995 році, коли за сприяння і під контролем української бізнес-школи Міжнародний інститут менеджменту (МІМ) у місті Києві було впроваджено перші навчальні бізнес-симуляції.
За весь цей час в Україні використовувалися бізнес-симуляції, здебільшого, західних та російських компаній. І тільки у жовтні 2011 року Компанією інтелектуальних технологій КІНТ було анонсовано початок роботи мережевої навчальної бізнес-симуляції ViAL+, яка позиціонується як перша українська навчальна симуляція діяльності підприємства з реальним конкурентним середовищем.
| Назва продукту, контактна інформація | Дата створення, автор компанія | Сфера направлення і використання | Основні характеристики |
| ViAL+ http://www.kint.com.ua [Архівовано 6 січня 2018 у Wayback Machine.] | 2008-2011р.р. Банщиков Петро, Грищенко Олександр, Паздрій Віталій; Компанія інтелектуальних технологій «КІНТ»                        | формування навичок з управління економічними процесами на підприємстві; стратегічний менеджмент; інтерактивні тренінги для фізичних і юридичних осіб | масштабна симуляційна система діяльності компанії в ринковому середовищі; розроблена для набуття учасниками практичних навичок та компетенцій по управлінню економічними процесами на підприємстві; за основу взято ринок молочної продукції з умовами, що відповідають існуючому українському ринку даної продукції; у віртуальній компанії функціонує основних 5 підрозділів: маркетингу і збуту, виробничий, персоналу, фінансовий і бухгалтерія; реалістичне, «живе», динамічне конкурентне середовище; широке методичне й організаційне забезпечення; чітка програма інтерактивного тренінгу; можлива індивідуальна й командна форма участі; необмежена кількість сеансів участі. |
| Бизнес Мания http://bizmania.ru/ [Архівовано 21 листопада 2011 у Wayback Machine.]                                                                                                | 2008, Олексій і Юрій Кузнєцови разом з компанією «МедиаМир»                                                                          | економічна он-лайн гра | ігровий простір поділено на два реалма: «Лайт» (полегшена навчальна версія) і «Про» (професійний реалм для досвідчених гравців); гравець управляє акціонерними компаніями й підприємствами, співпрацює й конкурує з іншими гравцями, створюючи нові продукти й освоюючи нові ринки. |
| Рашка http://www.rashka.ru/ [Архівовано 24 листопада 2011 у Wayback Machine.] | 2005, Інвестиційний холдинг «Финам»                                                                                                  | браузерна масова багатокористувацька он-лайн рольова гра                                                                                             | реалізація механізму моделювання ринку цінних паперів; гравці створюють комерційні підприємства, купуючи землю, будинки, заводи; підприємства виробляють різну продукцію, придуману гравцями, і яка продається в магазинах; існує банківська система; реалізовані 3 гілки влади—парламент, суд, виконавча влада. |
| Виртономика virtonomica.ru | 2003, Олексій Кузнєцов, GAMERFLOT TRADING Ltd                                                                                        | багатокористувацька стратегічна браузерна бізнес-гра                                                                                                 | симулятор великого бізнесу; економічна он-лайн гра; представлено декілька десятків галузей економіки, понад 100 різних продуктів; беруть участь різні учасники; учасник реєструється й розвиває власний бізнес (-си); площадка для апробації різних бізнес-стратегій. |
| FAST (Financial Analysis and Security Trading) | поч. 90-их років, бізнес-школа Carnegie Mellon University (Пітсбург, США), в Україні пропонує МІМ-Київ                               | комп’ютерна симуляція біржових торгів | бізнес-симуляція фондового ринку; моделювання електронних торгів на основі міжнародних стандартів і правил; по закінченні програми слухачам видаються: - сертифікат Академії Народного Господарства про підвищення кваліфікації - міжнародний сертифікат Університету Карнегі Меллон (США). |
| Чемпіонат GMC (Global Management Challenge) www.gmcua.com www.gmc.in.ua | 1980, Луис Алвес Коста, «GLOBAL MANAGEMENT CHALLENGE»                                                                                | стратегічний менеджмент використання як змагання і тренінгу для великих компаній                                                                     | відображення фінансової моделі діяльності компанії-виробника міжнародного масштабу; інструмент для оцінки та навчання персоналу; команди змагаються за максимальну ціну акції компанії; команда складається з 3-5 учасників; прийняття понад 60 стратегічних рішень; управлінські рішення команд-учасників обробляються одночасно програмним забезпеченням, що враховує обмежені ресурси й попит на ринку, а також конкуренцію в реальному часі між командами; проходить в 36 країнах. |
| MARKSTRAT http://www.stratxsimulations.com [Архівовано 11 березня 2022 у Wayback Machine.] http://www.mim.kiev.ua/about/citt/games/ [Архівовано 4 грудня 2011 у Wayback Machine.] | 1974-1977, французька бізнес-школа INSEAD, Lovanium International Management Center (Брюссель, Бельгія), в Україні пропонує МІМ-Київ | стратегічна маркетингова бізнес-симуляція | учасники маркетингової симуляції виступають у ролі топ-менеджерів виробничої компанії, яка діє в інтенсивному конкурентному середовищі впродовж 6-12 років; безризикова платформа для тестування теорії і прийняття рішень; апробація дії конкурентних сил, ефектів продажу, побудови дистрибуції, проведення рекламної кампанії, НДДКР; галузі управління і прийняття рішень: ринкова сегментація, продуктові стратегії, маркетинговий комплекс, НДДКР, фінанси, персонал, виробництво, дистрибуція (збут), ринкові (маркетингові) дослідження. |
| Global Management Game (International Management Game) and http://bs.krok.edu.ua/ [Архівовано 25 червня 2018 у Wayback Machine.]                                                  | 1957, центр інтерактивних комп'ютерних симуляцій Carnegie Mellon University, США                                                     | бізнес-симуляція управління підприємства, неофіційний світовий чемпіонат по управлінню бізнесом                                                      | імітує діяльність компанії в міжнародному конкурентному середовищі; викладається у міжнародному і локальному форматах; команди учасників розробляють адаптивні конкурентоспроможні стратегії розвитку компанії і впроваджують їх у життя протягом 2—3 віртуальних років, приймаючи стратегічні рішення з маркетингу, виробництва, фінансів та розвитку; |